# Peregrin Touque
Peregrin Took, Peregrin Touc
Vous lisez un « bon article » labellisé en 2014.
Pour les personnes portant le même surnom, voir Pippin.
Peregrin Touque (Peregrin Took dans la version originale, orthographié Peregrïn, pour indiquer la prononciation dans la traduction de Francis Ledoux, et Peregrin Touc dans la traduction de Daniel Lauzon), dit Pippin, ou Razanur Tûk en hobbitique est un personnage fictif de la Terre du Milieu de J. R. R. Tolkien, apparaissant dans le roman Le Seigneur des anneaux.
C'est un Hobbit, ami de Frodon Sacquet, qui accompagne ce dernier lorsqu'il doit quitter la Comté pour rejoindre Fondcombe et mettre l'Anneau unique à l'abri. Lorsque le conseil d'Elrond décide finalement la destruction de l'Anneau dans le feu de la Montagne du Destin, Pippin insiste jusqu'à ce qu'il soit autorisé à faire partie de la Communauté de l'Anneau, tout comme son cousin Meriadoc Brandebouc, dit Merry. Avec la Communauté, il tente de franchir le Caradhras, traverse la Moria, visite la Lothlórien, puis est capturé par les Uruk-hai avec son cousin alors que Boromir meurt en tentant de les protéger. Merry et Pippin parviennent à s'échapper et à se réfugier dans la forêt de Fangorn où ils rencontrent l'Ent Sylvebarbe, avec lequel ils partent en guerre contre l'Isengard. Gandalf emmène Pippin à Minas Tirith, où il devient garde d'élite de la citadelle. Pippin participe ensuite à la bataille de la Porte Noire, où il tue un Troll. De retour en Comté après la guerre, il est l'un des meneurs de la bataille de Lèzeau qui chasse Sharcoux (Saroumane). Devenu Thain de la Comté, il retourne en Rohan puis en Gondor à la fin de sa vie, et est enterré dans la Maison des Rois.
Dans l'aventure narrée dans le roman, Pippin est un adolescent. Il est impulsif, inquisiteur, impertinent. Cela lui permet de se sortir de certaines situations critiques, mais l'aventure est également l'occasion pour lui de grandir et mûrir. Son personnage a été l'un des plus tardivement élaborés, mais il reste sensiblement constant dans les différentes adaptations du roman.

## Histoire
Peregrin Touque, dit Pippin ou Pip, naît en 2990 du Troisième Âge, ou 1390 dans le calendrier de la Comté. C'est un Hobbit, seul garçon sur quatre enfants de Paladin II Touque et Églantine Cotelier, et donc futur Thain de la Comté. Il fait partie d'un groupe d'amis comprenant son cousin Meriadoc Brandebouc, Folco Boffine, Fredegar Bolger et Frodon Sacquet.
Lorsque Frodon se voit obligé de préparer son départ de la Comté en direction de Fondcombe, pour y porter l'Anneau unique, Pippin l'accompagne, ainsi que Samsagace Gamegie, le jardinier de Frodon. Merry, qui s'était occupé avec Fredegar de simuler le déménagement de Frodon dans le Pays de Bouc, les rejoint. À Bree, ils rencontrent Aragorn qui se présente à eux sous le nom de Grands-Pas.
Lors du Conseil d'Elrond, qui décide qu'il faut détruire l'Anneau unique, Merry et Pippin insistent pour entrer dans la Communauté de l'Anneau et ils vécurent ainsi de nombreuses aventures, perdant Gandalf en chemin. Lors de l'éclatement de la Communauté, Boromir, après s'être laissé tenté par l'Anneau, tente de se racheter en défendant, en vain et au prix de sa vie, Merry et Pippin que les Uruk-hai de Saroumane cherchent à enlever.
Merry et Pippin réussissent à s'échapper de l'emprise des Uruk-hai. Ils rencontrent l'Ent Sylvebarbe dans la forêt de Fangorn — qui leur fait boire un breuvage les faisant tous deux devenir les plus grands Hobbits de tous les temps —, et arrivent à convaincre ceux de son espèce à attaquer l'Isengard. Ils sont ensuite récupérés par Gandalf — qu'ils croyaient mort — qui les emmène à la Gouffre de Helm via bataille de Fort-le-Cor.
Après la bataille d'Isengard, Gandalf mène Théoden, Éomer, Aragorn, Legolas, et Gimli ainsi que Pippin et Merry au pied d'Orthanc pour parlementer avec Saroumane. Durant la discussion, le palantír d'Orthanc est jeté sur le groupe par Gríma et récupéré par Pippin, qui le confie à Gandalf. Cependant, attiré par l'objet, Pippin décide, la nuit suivante, de s'en servir, révélant à Sauron des détails sur les évènements en cours. Gandalf l'emmène alors en sûreté à Minas Tirith, tandis que Merry reste avec Aragorn et les Rohirrim. En Gondor, Pippin veut réparer la mort de Boromir, en se mettant au service de son père, le surintendant Denethor de Gondor ; ce dernier le nomme garde d'élite de la citadelle.
Pendant la bataille des Champs du Pelennor, lorsque Denethor essaye d'immoler son fils Faramir, Pippin réussit à sauver ce dernier en faisant appel à Gandalf. Par la suite, il participe à la bataille de la Porte Noire en tant que seul représentant des Hobbits, dans une diversion désespérée pour permettre à Frodon d'atteindre la Montagne du Destin. Il tue un troll, qui l'assomme en lui tombant dessus, alors qu'arrivent les Aigles.
Il est alors fait chevalier du Gondor par le roi Aragorn II Elessar, qui l'autorise à repartir en Comté. Il y participe à la bataille de Lèzeau, qui libère la Comté des sbires de Saroumane. En 6 du Quatrième Âge, Pippin épouse Diamond de Long Cleeve, dont il a un fils, Faramir, qui épouse plus tard la fille de Sam Gamegie, Boucles-d'Or. À la mort de son père Paladin II en 13 Q. Â., il devient le Thain de la Comté. La même année, avec le Maître du Pays de Bouc Merry et le Maire Samsagace Gamegie, il est nommé Conseiller du Royaume du Nord par le roi Aragorn II Elessar.
En 63 Q. Â., Éomer demande à revoir Merry, et Pippin part avec lui pour le Rohan, où ils assistent à la mort du roi à l'automne, puis descendent vers le Gondor, où ils décèdent peu de temps après et sont tous deux enterrés dans la Maison des Rois. Aragorn décède en 120 Q. Â. et il est dit qu'il est enterré à leurs côtés.

## Personnage

### Conception et évolution
Dans les premières versions, le personnage principal est un dénommé « Bingo », fils de Bilbon, accompagné par deux autres Hobbits, Odon et Frodon. Une grande partie des actions de Pippin sont issues de celles d'Odo, d'abord un Touque (Took) puis un Bolger, tandis que sa généalogie est celle du Frodon de cette époque.
Pippin est le dernier des quatre Hobbits principaux à prendre toutes les caractéristiques de son personnage final. Peregrin Boffine est le nom porté par le Hobbit surnommé « Trotter », qui deviendra l'« Arpenteur ». Tolkien s'aperçoit après l'ajout de Sam (qui partage trop de caractéristiques avec « Folco », nom temporaire de Frodon) qu'il y a trop de Hobbits.
Lors de la deuxième réécriture du chapitre « Nombreuses rencontres » (Many Meetings), la personnalité d'Odo et l'arbre généalogique de Folco sont fusionnés, sous le nom de « Faramond ». Il prend le personnage définitif à la quatrième réécriture, après être passé par une phase où il est capturé par les Cavaliers Noirs et sauvé par Gandalf.

### Caractéristiques
Les cheveux de Pippin sont décrits, selon Pippin Gamegie, le fils de Sam, comme « presque d'or » (almost golden) dans le quatrième tome de The History of The Lord of the Rings : Sauron Defeated (non encore traduit en français).
Lors du départ de la Comté, Pippin est le seul des quatre Hobbits à ne pas avoir atteint l'âge de la majorité (trente-trois ans) puisqu'il en a vingt-huit. Il se comporte comme un adolescent, impulsif, inquisiteur, impertinent. Il est le désorganisateur de la compagnie, tout en restant essentiel au déroulement de l'histoire. Même si Gandalf le traite de manière indulgente, il est très maladroit et il fait s'effondrer plusieurs plans de Gandalf ou d'Aragorn.

### Nom
Son prénom est à rapprocher du mot latin peregrinor signifiant « voyager à l'étranger » ou « être à l'étranger », ce qui correspond au personnage et à son rôle. Pour son nom « Touque » ou  « Touc » en français ou « Took » en anglais, J. R. R. Tolkien, qui se présente comme le traducteur contemporain d'un livre hobbit, le Livre rouge de la Marche de l'Ouest, dit n'avoir fait qu'une transcription de son « vrai » nom hobbitique Tuk.
Son surnom Pippin est dérivé du nom du roi carolingien, Pépin le Bref, fils de Charles Martel, qui détrôna le dernier roi mérovingien Chilpéric II. D'autres déformations de noms carolingiens se retrouvent dans les arbres généalogiques des Hobbits, comme Lotho, dérivé de Lothaire.

### Arbre généalogique simplifié
Peregrin est l'unique fils de Paladin Touque II et de sa femme Églantine Cotelier, il doit donc hériter du titre de Thain de la Comté (fond vert dans l'arbre ci-dessous) qu'il portera jusqu'à son départ de celle-ci (en 13 Q. Â.). Il a trois sœurs. Son meilleur ami est son cousin Meriadoc Brandebouc, fils de la sœur de Paladin, Esmeralda mais aussi petit-fils de la sœur de son arrière grand-père.
|  |  |                      |                      |                      |                      |                      |                      |                |                |                 |                 |                 |                 |                    |                    |                    |                    |                         |                         |                         |                         |                         |                         |                   |                   | Gerontius Touque  |                   |                |                |                     |                     |                     |                     |                     |                     |  |  |                    |                    |                    |                    |                    |                    |  |  |                     |                     |                     |                     |                     |                     |                |                |                |                |                |                |                |                |  |  |  |  |
|  |  |                      |                      |                      |                      |                      |                      |                |                |                 |                 |                 |                 |                    |                    |                    |                    |                         |                         |                         |                         |                         |                         |                   |                   |                   |                   |                |                |                     |                     |                     |                     |                     |                     |  |  |                    |                    |                    |                    |                    |                    |  |  |                     |                     |                     |                     |                     |                     |                |                |                |                |                |                |                |                |  |  |  |  |
|  |  |                      |                      |                      |                      |                      |                      |                |                |                 |                 |                 |                 |                    |                    |                    |                    |                         |                         |                         |                         |                         |                         |                   |                   |                   |                   |                |                |                     |                     |                     |                     |                     |                     |  |  |                    |                    |                    |                    |                    |                    |  |  |                     |                     |                     |                     |                     |                     |                |                |                |                |                |                |                |                |  |  |  |  |
|  |  |                      |                      |                      |                      |                      |                      |                |                |                 |                 |                 |                 | Hildigrim Touque   | Hildigrim Touque   | Hildigrim Touque   | Hildigrim Touque   | Hildigrim Touque        | Hildigrim Touque        |                         |                         | Belladonna Touque       | Belladonna Touque       | Belladonna Touque | Belladonna Touque | Belladonna Touque | Belladonna Touque |                |                | Bungo Sacquet       | Bungo Sacquet       | Bungo Sacquet       | Bungo Sacquet       | Bungo Sacquet       | Bungo Sacquet       |  |  | Mirabella Touque   | Mirabella Touque   | Mirabella Touque   | Mirabella Touque   | Mirabella Touque   | Mirabella Touque   |  |  | Gorbadoc Brandebouc | Gorbadoc Brandebouc | Gorbadoc Brandebouc | Gorbadoc Brandebouc | Gorbadoc Brandebouc | Gorbadoc Brandebouc |                |                |                |                |                |                |                |                |  |  |  |  |
|  |  |                      |                      |                      |                      |                      |                      |                |                |                 |                 |                 |                 | Hildigrim Touque   | Hildigrim Touque   | Hildigrim Touque   | Hildigrim Touque   | Hildigrim Touque        | Hildigrim Touque        |                         |                         | Belladonna Touque       | Belladonna Touque       | Belladonna Touque | Belladonna Touque | Belladonna Touque | Belladonna Touque |                |                | Bungo Sacquet       | Bungo Sacquet       | Bungo Sacquet       | Bungo Sacquet       | Bungo Sacquet       | Bungo Sacquet       |  |  | Mirabella Touque   | Mirabella Touque   | Mirabella Touque   | Mirabella Touque   | Mirabella Touque   | Mirabella Touque   |  |  | Gorbadoc Brandebouc | Gorbadoc Brandebouc | Gorbadoc Brandebouc | Gorbadoc Brandebouc | Gorbadoc Brandebouc | Gorbadoc Brandebouc |                |                |                |                |                |                |                |                |  |  |  |  |
|  |  |                      |                      |                      |                      |                      |                      |                |                |                 |                 |                 |                 |                    |                    |                    |                    |                         |                         |                         |                         |                         |                         |                   |                   |                   |                   |                |                |                     |                     |                     |                     |                     |                     |  |  |                    |                    |                    |                    |                    |                    |  |  |                     |                     |                     |                     |                     |                     |                |                |                |                |                |                |                |                |  |  |  |  |
|  |  |                      |                      |                      |                      |                      |                      |                |                |                 |                 |                 |                 |                    |                    |                    |                    |                         |                         |                         |                         |                         |                         |                   |                   |                   |                   |                |                |                     |                     |                     |                     |                     |                     |  |  |                    |                    |                    |                    |                    |                    |  |  |                     |                     |                     |                     |                     |                     |                |                |                |                |                |                |                |                |  |  |  |  |
|  |  |                      |                      |                      |                      |                      |                      |                |                |                 |                 |                 |                 | Adalgrim Touque    | Adalgrim Touque    | Adalgrim Touque    | Adalgrim Touque    | Adalgrim Touque         | Adalgrim Touque         |                         |                         |                         |                         |                   |                   | Bilbon Sacquet    | Bilbon Sacquet    | Bilbon Sacquet | Bilbon Sacquet | Bilbon Sacquet      | Bilbon Sacquet      |                     |                     |                     |                     |  |  | Rorimac Brandebouc | Rorimac Brandebouc | Rorimac Brandebouc | Rorimac Brandebouc | Rorimac Brandebouc | Rorimac Brandebouc |  |  | Primula Brandebouc  | Primula Brandebouc  | Primula Brandebouc  | Primula Brandebouc  | Primula Brandebouc  | Primula Brandebouc  |                |                | Drogon Sacquet | Drogon Sacquet | Drogon Sacquet | Drogon Sacquet | Drogon Sacquet | Drogon Sacquet |  |  |  |  |
|  |  |                      |                      |                      |                      |                      |                      |                |                |                 |                 |                 |                 | Adalgrim Touque    | Adalgrim Touque    | Adalgrim Touque    | Adalgrim Touque    | Adalgrim Touque         | Adalgrim Touque         |                         |                         |                         |                         |                   |                   | Bilbon Sacquet    | Bilbon Sacquet    | Bilbon Sacquet | Bilbon Sacquet | Bilbon Sacquet      | Bilbon Sacquet      |                     |                     |                     |                     |  |  | Rorimac Brandebouc | Rorimac Brandebouc | Rorimac Brandebouc | Rorimac Brandebouc | Rorimac Brandebouc | Rorimac Brandebouc |  |  | Primula Brandebouc  | Primula Brandebouc  | Primula Brandebouc  | Primula Brandebouc  | Primula Brandebouc  | Primula Brandebouc  |                |                | Drogon Sacquet | Drogon Sacquet | Drogon Sacquet | Drogon Sacquet | Drogon Sacquet | Drogon Sacquet |  |  |  |  |
|  |  |                      |                      |                      |                      |                      |                      |                |                |                 |                 |                 |                 |                    |                    |                    |                    |                         |                         |                         |                         |                         |                         |                   |                   |                   |                   |                |                |                     |                     |                     |                     |                     |                     |  |  |                    |                    |                    |                    |                    |                    |  |  |                     |                     |                     |                     |                     |                     |                |                |                |                |                |                |                |                |  |  |  |  |
|  |  |                      |                      |                      |                      |                      |                      |                |                |                 |                 |                 |                 |                    |                    |                    |                    |                         |                         |                         |                         |                         |                         |                   |                   |                   |                   |                |                |                     |                     |                     |                     |                     |                     |  |  |                    |                    |                    |                    |                    |                    |  |  |                     |                     |                     |                     |                     |                     |                |                |                |                |                |                |                |                |  |  |  |  |
|  |  |                      |                      |                      |                      | Paladin Touque       | Paladin Touque       | Paladin Touque | Paladin Touque | Paladin Touque  | Paladin Touque  |                 |                 | Églantine Cotelier | Églantine Cotelier | Églantine Cotelier | Églantine Cotelier | Églantine Cotelier      | Églantine Cotelier      |                         |                         | Esmeralda Touque        | Esmeralda Touque        | Esmeralda Touque  | Esmeralda Touque  | Esmeralda Touque  | Esmeralda Touque  |                |                |                     |                     |                     |                     |                     |                     |  |  | Saradoc Brandebouc | Saradoc Brandebouc | Saradoc Brandebouc | Saradoc Brandebouc | Saradoc Brandebouc | Saradoc Brandebouc |  |  |                     |                     |                     |                     | Frodon Sacquet      | Frodon Sacquet      | Frodon Sacquet | Frodon Sacquet | Frodon Sacquet | Frodon Sacquet |                |                |                |                |  |  |  |  |
|  |  |                      |                      |                      |                      | Paladin Touque       | Paladin Touque       | Paladin Touque | Paladin Touque | Paladin Touque  | Paladin Touque  |                 |                 | Églantine Cotelier | Églantine Cotelier | Églantine Cotelier | Églantine Cotelier | Églantine Cotelier      | Églantine Cotelier      |                         |                         | Esmeralda Touque        | Esmeralda Touque        | Esmeralda Touque  | Esmeralda Touque  | Esmeralda Touque  | Esmeralda Touque  |                |                |                     |                     |                     |                     |                     |                     |  |  | Saradoc Brandebouc | Saradoc Brandebouc | Saradoc Brandebouc | Saradoc Brandebouc | Saradoc Brandebouc | Saradoc Brandebouc |  |  |                     |                     |                     |                     | Frodon Sacquet      | Frodon Sacquet      | Frodon Sacquet | Frodon Sacquet | Frodon Sacquet | Frodon Sacquet |                |                |                |                |  |  |  |  |
|  |  |                      |                      |                      |                      |                      |                      |                |                |                 |                 |                 |                 |                    |                    |                    |                    |                         |                         |                         |                         |                         |                         |                   |                   |                   |                   |                |                |                     |                     |                     |                     |                     |                     |  |  |                    |                    |                    |                    |                    |                    |  |  |                     |                     |                     |                     |                     |                     |                |                |                |                |                |                |                |                |  |  |  |  |
|  |  | Sam Gamegie          | Sam Gamegie          | Sam Gamegie          | Sam Gamegie          | Sam Gamegie          | Sam Gamegie          |                |                | Peregrin Touque | Peregrin Touque | Peregrin Touque | Peregrin Touque | Peregrin Touque    | Peregrin Touque    |                    |                    | Diamant de Longue-Cluse | Diamant de Longue-Cluse | Diamant de Longue-Cluse | Diamant de Longue-Cluse | Diamant de Longue-Cluse | Diamant de Longue-Cluse |                   |                   |                   |                   |                |                | Meriadoc Brandebouc | Meriadoc Brandebouc | Meriadoc Brandebouc | Meriadoc Brandebouc | Meriadoc Brandebouc | Meriadoc Brandebouc |  |  |                    |                    |                    |                    |                    |                    |  |  |                     |                     |                     |                     |                     |                     |                |                |                |                |                |                |                |                |  |  |  |  |
|  |  | Sam Gamegie          | Sam Gamegie          | Sam Gamegie          | Sam Gamegie          | Sam Gamegie          | Sam Gamegie          |                |                | Peregrin Touque | Peregrin Touque | Peregrin Touque | Peregrin Touque | Peregrin Touque    | Peregrin Touque    |                    |                    | Diamant de Longue-Cluse | Diamant de Longue-Cluse | Diamant de Longue-Cluse | Diamant de Longue-Cluse | Diamant de Longue-Cluse | Diamant de Longue-Cluse |                   |                   |                   |                   |                |                | Meriadoc Brandebouc | Meriadoc Brandebouc | Meriadoc Brandebouc | Meriadoc Brandebouc | Meriadoc Brandebouc | Meriadoc Brandebouc |  |  |                    |                    |                    |                    |                    |                    |  |  |                     |                     |                     |                     |                     |                     |                |                |                |                |                |                |                |                |  |  |  |  |
|  |  |                      |                      |                      |                      |                      |                      |                |                |                 |                 |                 |                 |                    |                    |                    |                    |                         |                         |                         |                         |                         |                         |                   |                   |                   |                   |                |                |                     |                     |                     |                     |                     |                     |  |  |                    |                    |                    |                    |                    |                    |  |  |                     |                     |                     |                     |                     |                     |                |                |                |                |                |                |                |                |  |  |  |  |
|  |  | Boucles-d'or Gamegie | Boucles-d'or Gamegie | Boucles-d'or Gamegie | Boucles-d'or Gamegie | Boucles-d'or Gamegie | Boucles-d'or Gamegie |                |                |                 |                 |                 |                 | Faramir Touque     | Faramir Touque     | Faramir Touque     | Faramir Touque     | Faramir Touque          | Faramir Touque          |                         |                         |                         |                         |                   |                   |                   |                   |                |                |                     |                     |                     |                     |                     |                     |  |  |                    |                    |                    |                    |                    |                    |  |  |                     |                     |                     |                     |                     |                     |                |                |                |                |                |                |                |                |  |  |  |  |
|  |  | Boucles-d'or Gamegie | Boucles-d'or Gamegie | Boucles-d'or Gamegie | Boucles-d'or Gamegie | Boucles-d'or Gamegie | Boucles-d'or Gamegie |                |                |                 |                 |                 |                 | Faramir Touque     | Faramir Touque     | Faramir Touque     | Faramir Touque     | Faramir Touque          | Faramir Touque          |                         |                         |                         |                         |                   |                   |                   |                   |                |                |                     |                     |                     |                     |                     |                     |  |  |                    |                    |                    |                    |                    |                    |  |  |                     |                     |                     |                     |                     |                     |                |                |                |                |                |                |                |                |  |  |  |  |

## Le Duo avec Merry
Merry et Pippin forment un couple de personnages en apprentissage. Ils sont très proches, au point que certaines actions et paroles initialement rédigées pour Pippin sont ensuite attribuées à Merry, mais ils possèdent chacun une personnalité propre. Comme Sam, Merry et Pippin permettent régulièrement à J. R. R. Tolkien de détendre les lecteurs. Les Hobbits sont décrits dès le début du roman comme bons-vivants, mais chaque rôle a ses moments comiques.
Merry et Pippin sont les personnages qui grandissent le plus en maturité. Ils sont les plus proches du héros littéraire typique, leur histoire suivant la séquence départ–initiation–retour décrite par Joseph Campbell, bien que les personnages aient été adaptés pour correspondre plus au héros contemporain. Les deux ont quelque chose à apprendre : Pippin doit dominer ses instincts, alors que Merry doit prendre confiance en lui.
Tolkien fait apparaître leur apprentissage en faisant boire aux deux un breuvage des Ents, qui les fait devenir les plus grands Hobbits. Un peu plus tard, les deux Hobbits racontent leur histoire, ils ont pu la faire mûrir. Bien qu'Aragorn reprenne certains détails, ils savent fournir des analyses d'eux-même, comme « Je ne sais pas ce que Saroumane crut qu'il se passait ; mais, quoi qu'il en soit, il ne sut que faire » de Merry, repris un peu après par Pippin : « Et de toute façon, il ne les comprenait pas, et il a commis une grave erreur de ne pas en tenir compte dans ses calculs. ».
Après avoir été séparés, dans le cinquième livre, leurs histoires sont mises en parallèle : tandis que Merry s'attache au roi du Rohan, disant à Théoden « Vous serez pour moi comme un père », Pippin se retrouve à servir auprès de l'intendant du Gondor, Denethor,.

## Adaptations

### Cinématographiques

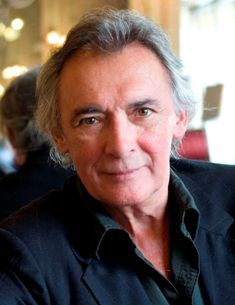
Gilles Guillot prête sa voix à Pippin dans la version française du film d'animation Le Seigneur des anneaux de 1978.

Dans le film d'animation de 1978 adapté du Seigneur des anneaux par Ralph Bakshi, Pippin est doublé par Dominic Guard en version originale,, et par Gilles Guillot (sous le nom « Pippin ») en version française. Pour la rotoscopie, on sait que Bakshi a utilisé l'acteur Billy Barty pour plusieurs hobbits, mais il n'est pas dit que ce soit le cas pour Pippin. Dans les premières versions du script de chez United Artists, l'organisation était modifiée : l'histoire commençait par la rencontre entre l'Ent Sylvebarbe et le duo Merry et Pippin, ces deux derniers avaient alors le rôle de narrateurs de l'histoire de la Communauté.
Dans le dessin animé de 1980, The Return of the King de Jules Bass et Arthur Rankin Jr., peu de personnages sont crédités, Pippin est doublé par l'acteur et personnalité radiophonique Sonny Melendrez. Le scénario est modifié sur de nombreux points : on y voit entre autres Pippin combattre aux côtés de Merry lors de la bataille des Champs du Pelennor.

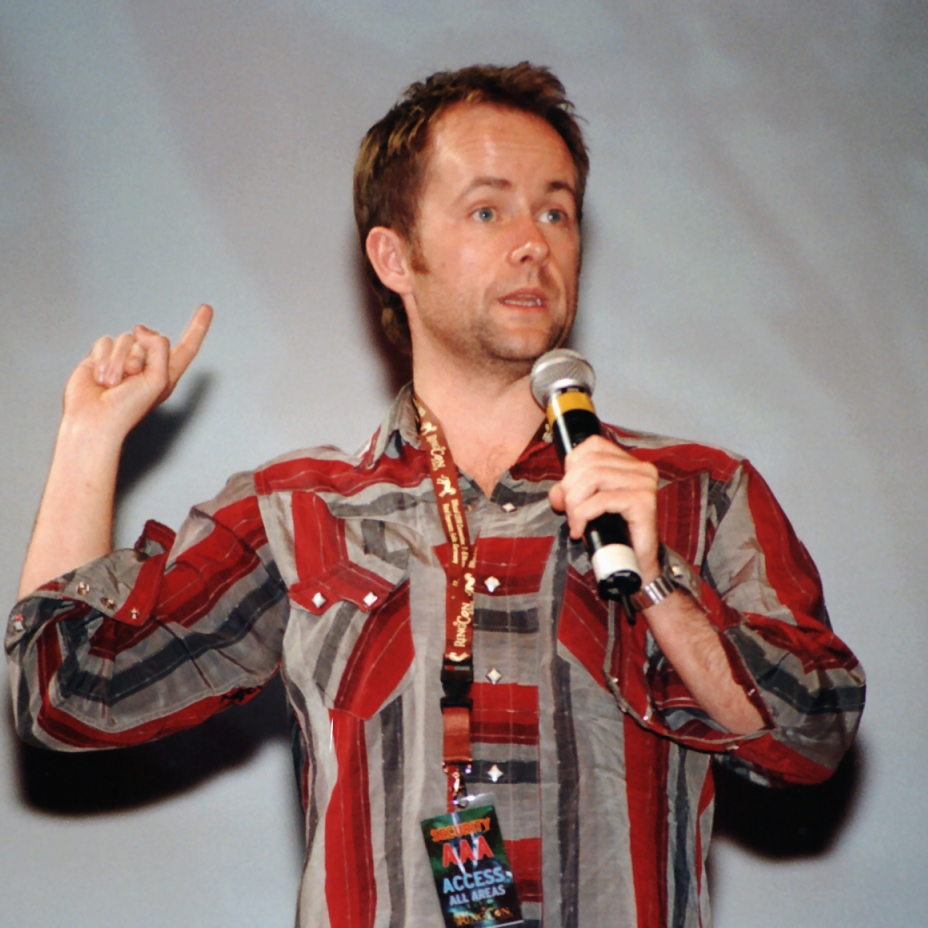
Billy Boyd joue le rôle de Pippin dans l'adaptation de Peter Jackson.

Dans la trilogie cinématographique de Peter Jackson, sortie entre 2001 et 2003, le rôle de Pippin est tenu par l'acteur écossais Billy Boyd. Il est le plus âgé des acteurs, alors qu'il interprète le personnage le plus jeune. Il a été prévu qu'il utilise l'accent anglais, comme tous les autres hobbits, cependant, Peter Jackson a trouvé le rythme de sa voix moins drôle qu'avec son accent écossais, avec lequel il finit donc par jouer. Cette décision se justifie par le fait que les Touque sont issus d'une région vallonnée qui fait de loin penser à l'Écosse, et que les Touque ont inventé le jeu de golf, tout comme les Écossais. Dans la version française c'est l'acteur Pierre Tessier qui lui prête sa voix. Dans Le Retour du Roi, Denethor demande à Pippin de chanter une chanson. Cette scène a été imaginée après une soirée karaoké entre les acteurs : Peter Jackson remarqua alors que Billy Boyd était un excellent chanteur. À la suite de cette performance, Peter Jackson décida de rappeler Billy Boyd pour chanter la chanson finale du Hobbit : La Bataille des Cinq Armées.

### Radiophoniques
Dans l'adaptation radiophonique diffusée sur la BBC Radio 4 entre 1955 et 1956, Basil Jones prête sa voix à Pippin.
Dans l'adaptation diffusée sur la National Public Radio en 1979, Pippin est interprété par Mac McCaddom.
L'adaptation radiophonique diffusée sur la BBC Radio 4 en 1981, fait appel à l'acteur John McAndrew pour le doubler.
En 1992, pour Tales from the Perilous Realm, une adaptation radiographique des contes de Tolkien, c'est David Learner qui double Pippin pour les deux épisodes des Aventures de Tom Bombadil.

### Autres
Pippin apparaît également dans plusieurs jeux vidéo, notamment dans La Communauté de l'anneau, sorti fin 2002, où il est doublé par James Arnold Taylor, ou encore Lego Le Seigneur des anneaux, sorti en 2012, dans lequel l'acteur écossais Kieron Elliott lui prête sa voix.
Dans le livre et les jeux vidéo, Pippin utilise une lame de Galgal pour les combats rapprochés alors que dans la trilogie de Peter Jackson, il récupère une courte épée du Gondor, le casque et l'armure de garde de la Citadelle, qui appartenait initialement à Faramir enfant. À plusieurs reprises, on voit Pippin lancer des pierres ; dans le jeu vidéo  Le Retour du Roi, elles sont remplacées par des couteaux.
Le personnage a également inspiré les illustrateurs comme Catherine Karina Chmiel, Stephen Hickman ou encore Ted Nasmith.
Stephen Ross Porter, musicien britannique membre du groupe de glam rock T. Rex, a choisi son nom de scène de Steve Peregrin Took en référence au personnage.
Games Workshop en a réalisé plusieurs figurines pour son jeu de bataille Le Seigneur des anneaux : le jeu de bataille, la plupart formant un lot avec Pippin,, certaines avec la totalité de la communauté de l'Anneau,, mais aussi de scènes plus spécifiques, comme l'embuscade à Amon Hen ou la rencontre avec Sylvebarbe.